# Artabotrys polygynus
Artabotrys polygynus är en kirimojaväxtart som beskrevs av Friedrich Anton Wilhelm Miquel. Artabotrys polygynus ingår i släktet Artabotrys och familjen kirimojaväxter. Inga underarter finns listade i Catalogue of Life.